# Ophirion mirabile
Ophirion mirabile är en tvåvingeart som beskrevs av Townsend 1911. Ophirion mirabile ingår i släktet Ophirion och familjen parasitflugor.
Artens utbredningsområde är Peru. Inga underarter finns listade i Catalogue of Life.